# 陈敏 (生物学家)
陈敏（1963年—），女，华裔澳大利亚籍生物学家。悉尼大學教授。

## 生平
陈敏籍贯不详。早年就读于东北师范大学，获生物学学士学位。留校深造，1987年获植物生理学硕士学位。之后曾在大连和南京等地的科研所工作，与从事物理研究的同事结婚，前往德国，曾在鲁尔大学担任研究助理。1998年9月来到悉尼，两年后开始在悉尼大學攻读博士学位，方向为植物分子生物学，主要研究叶绿素d和植物的光合作用。

## 研究
2005年，陈敏和她的团队在大堡礁成功分离光合蓝藻，即发现了叶绿素d真正存在的地方。
2009年，陈敏开始尝试分离在鲨鱼湾取样的蓝绿藻叶绿素。在做色谱分析时，发现一些光谱跟预期情况不一样。在排除是副产品的可能后，她经过一次又一次的实验，最终认定这种分离产物与叶绿素d相比有极其微小的分子结构。这种异常分子结构的叶绿素能够吸收能量较低的光波。也就是说，它使得植物光合作用可以在光线极其微弱的情况下进行。最终，科学家把这个第五种叶绿素命名为“叶绿素f”。

## 荣誉
2011年10月，因为成功发现“叶绿素f”，她在堪培拉国会大厦获得澳洲联邦科技部长卡尔颁发的“2011年生物科学家大奖”。
2013年，她获得了国际光合作用研究学会颁发的罗宾·希尔奖。同年还获得了澳大利亚植物学会颁发的彼得·戈德克雷奖。